# 艾塞讷
艾塞讷（法語：Ayssènes，法語發音：[ɛsɛn]）是法国阿韦龙省的一个市镇，属于米约区。

## 地理
艾塞讷（44°4'10"N, 2°46'46"E）面积23.14 平方千米，位于法国奧克西塔尼大區阿韦龙省，该省份为法国南部内陆省份，位于法國中央高原南部，北起顺时针与康塔爾省、洛泽尔省、加尔省、埃罗省、塔恩省、塔恩-加龙省和洛特省接壤。
与艾塞讷接壤的市镇（或旧市镇、城区）包括：圣维克托和梅尔维约、萨勒屈朗、勒特吕埃勒、塔恩河畔维亚拉、帕纳自由城。

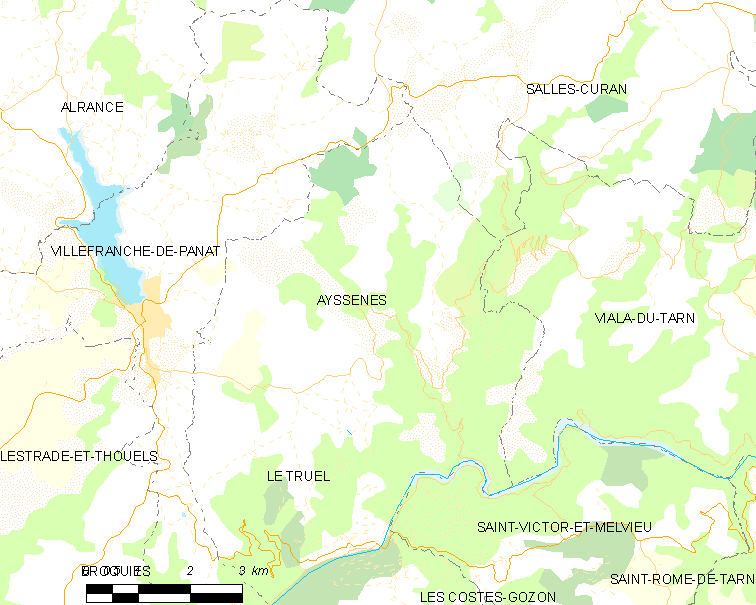
艾塞讷的OSM定位图

艾塞讷的时区为UTC+01:00、UTC+02:00（夏令时）。

## 行政
艾塞讷的邮政编码为12430，INSEE市镇编码为12017。

## 政治
艾塞讷所属的省级选区为拉斯普-莱韦祖县。

## 人口

1962-2008年间艾塞讷人口变化图示

艾塞讷于2022年1月1日时的人口数量为221人。